# Henry S. Thibodaux
Pour l’article ayant un titre homophone, voir Thibodeau.
Henry Schuyler Thibodaux, né Henri Thibodeaux le 24 septembre 1769 à Albany dans la Province de New York et mort le 24 octobre 1827 à Thibodaux dans la paroisse Terrebonne en Louisiane, est un homme politique américain d'origine acadienne. Il est sénateur et gouverneur de Louisiane. 

## Biographie

### Enfance
Henri Thibodeaux était le fils de deux réfugiés Acadiens, son père Alexis Thibodeaux (né en Acadie en 1723) et sa mère Anne Marie Blanchard (née en Acadie en 1723). Ils furent chassés d'Acadie par les Anglais, en 1755 lors de la déportation des Acadiens. Devenu orphelin, il fut adopté par le général Philip Schuyler. Son père adoptif revint en Écosse, où Henry Schuyler Thibodaux fit ses études.

### Mariages et descendance
En 1794, il retourne en Amérique et s'installe en Louisiane dans la paroisse de Saint-Jacques située au cœur de la région de l'Acadiane majoritairement peuplé de réfugiés acadiens. Il se marie d'abord avec Félicité Bonvillain (1770-1799) avec qui il aura trois enfants (Léandre, Aubin et Eugénie). Devenu veuf, il se remarie en 1800 avec Brigitte Bélanger (1775-1849) avec laquelle, il aura sept enfants (Michel, Elmire, Brigitte, Léandre, Henri, Bannon et Marie).

### Carrière politique
Henry S. Thibodaux fut juge de paix dans la paroisse de Lafourche. Après la vente de la Louisiane aux États-Unis par Napoléon 1er, Il fut élu sénateur américain en 1812 pour deux années. 
En 1824, il devint gouverneur de la Louisiane par intérim en attente de la nomination de son successeur Henry Johnson du 15 novembre au 13 décembre 1824.
En 1827, il participait à la campagne électorale pour le futur poste de gouverneur quand il mourut le 24 octobre 1827 dans sa plantation de Thibodaux. En 1830, la petite cité près de la plantation fut dénommée Thibodaux en son honneur.